# Erhalt uns, Herr, bei deinem Wort

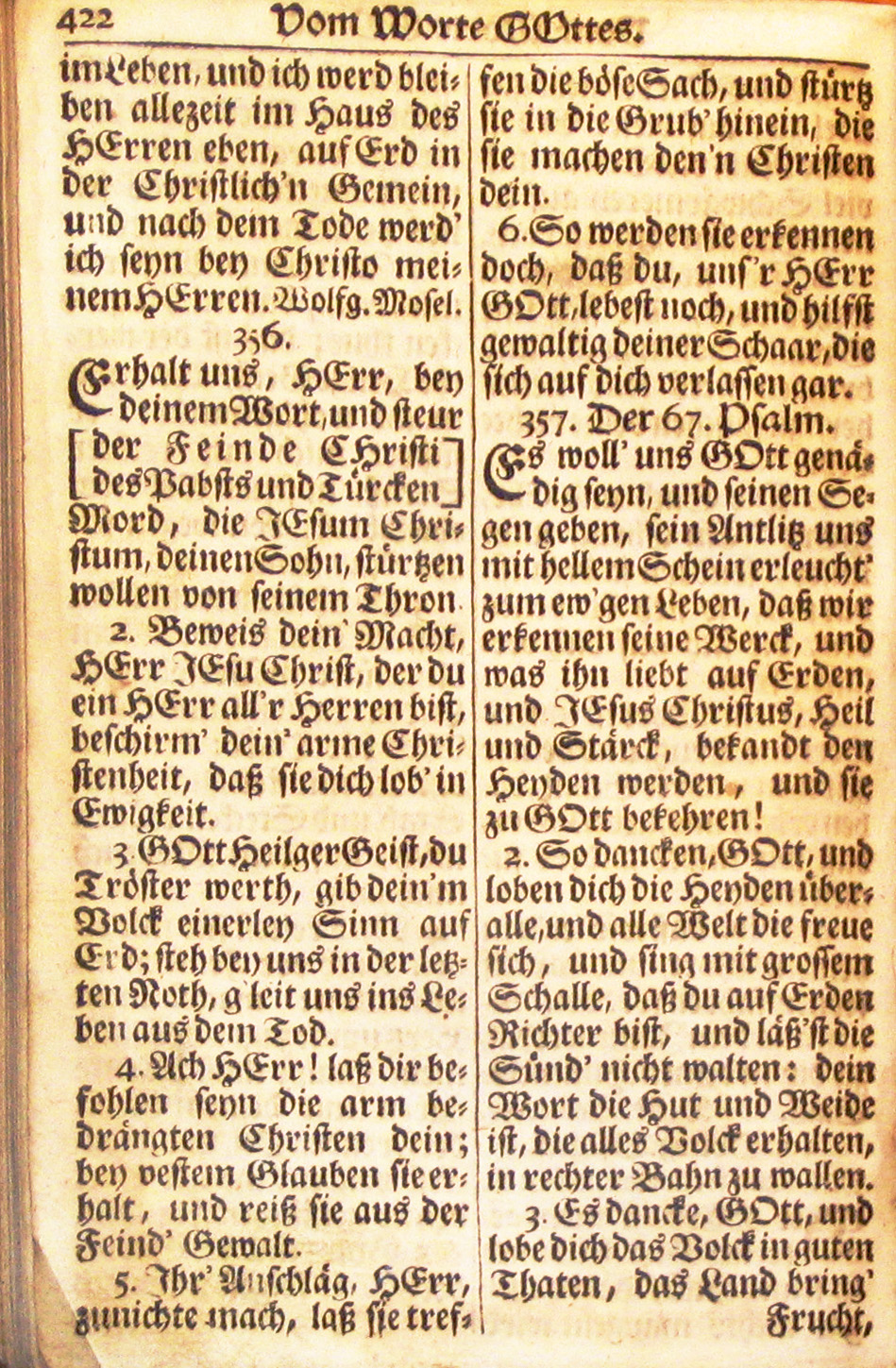
Sechsstrophige Fassung des Magdeburger Gesangbuchs mit überschriebener 2. Zeile. Mitte 19. Jahrhundert

Das Lied Erhalt uns, Herr, bei deinem Wort ist ein von Martin Luther geschaffenes Kirchenlied. Es erschien 1541 mit dem Zusatz „Ein Kinderlied, zu singen wider die zween Ertzfeinde Christi und seiner heiligen Kirchen, den Bapst und Türcken“.
Das vor dem Hintergrund der Türkenkriege als Auftragswerk 1542 entstandene antipäpstliche und antitürkische Kampflied wurde wegen seiner provokativen zweiten Zeile „und steur des Papsts und Türcken mord“ (zu verstehen als „wehre des Papsts und Türken Mord(en)“) über Jahrhunderte als der umstrittenste evangelische Gesang angesehen. Diese Zeile ist inzwischen verändert worden.

## Geschichte

### Das Kampflied

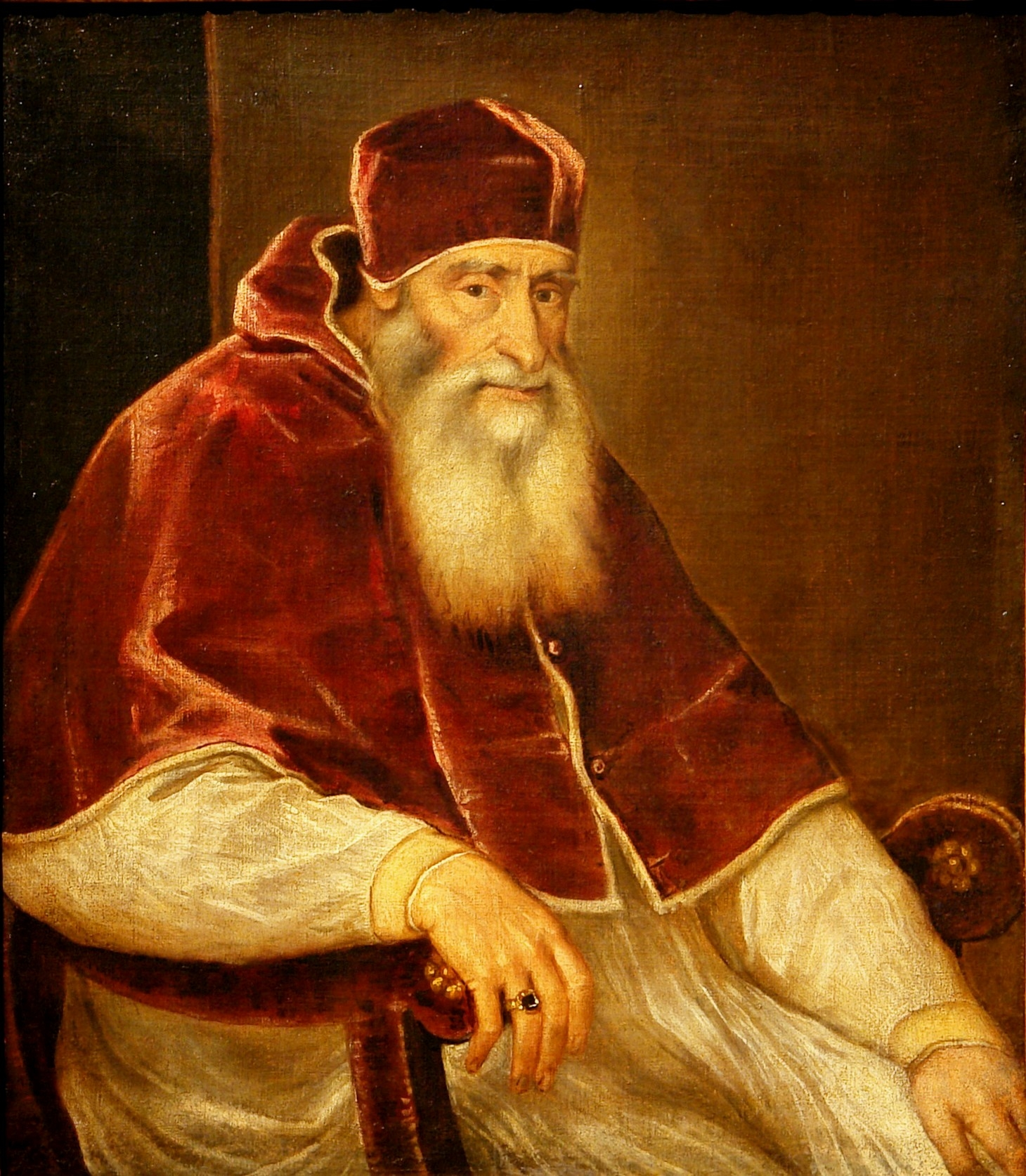
Papst Paul III. (1468–1549)

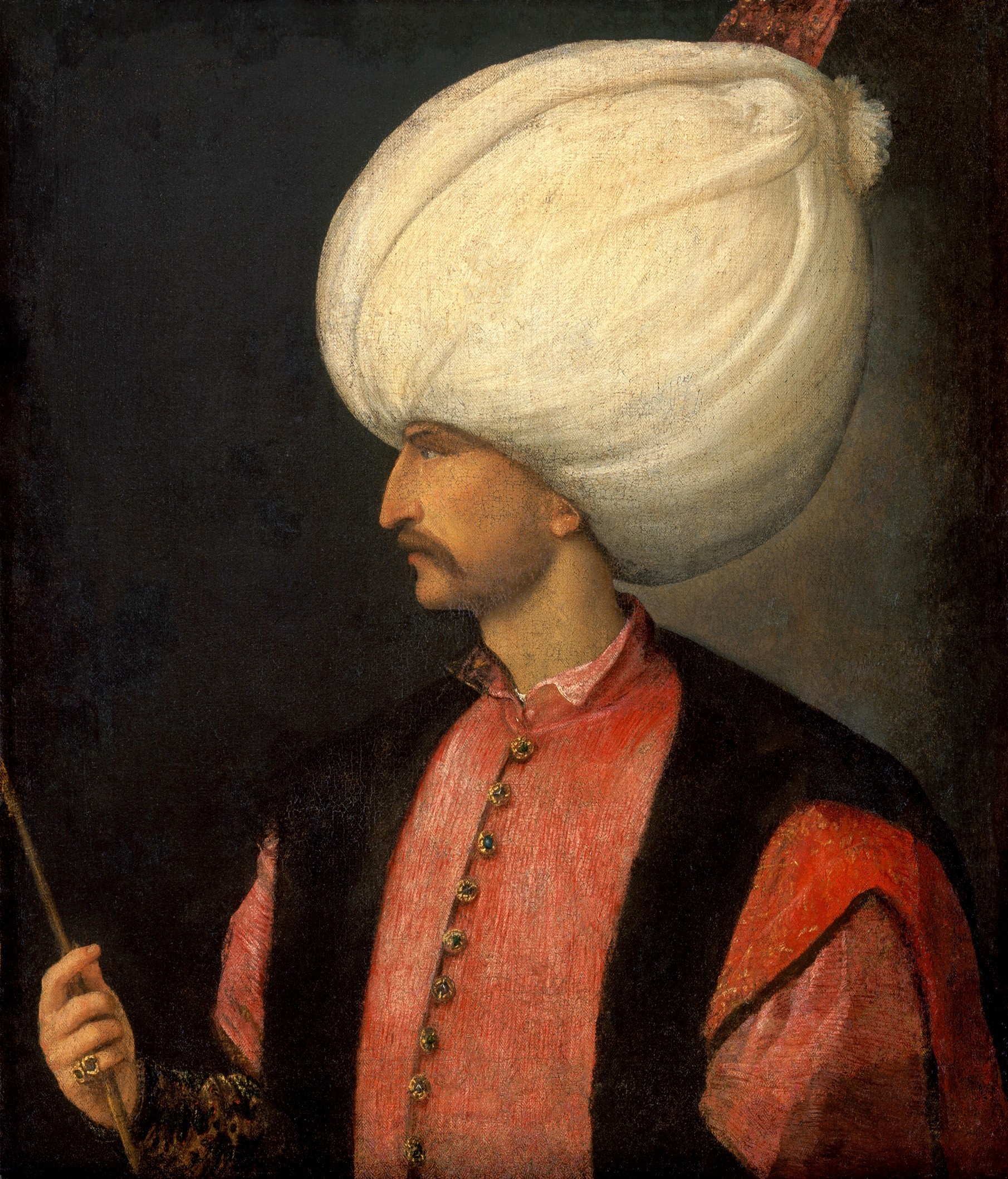
Süleyman I., Sultan der Osmanen, (1494–1566)

Bereits die Türkenkriege des Jahres 1529 lösten vielfache mediale Reaktionen in Deutschland aus, in die auch Luther eingriff. In seiner Schrift Vom Kriege wider die Türken benannte er den Türken und den Papst als gemeinsame Feinde des Christentums. Wohl sehe er im Türken, resp. den Osmanen, das Instrument, die „Zuchtrute“ des Teufels und damit auch Gottes, gleichwohl stünde der Papst diesem als gewalttätiger Antichrist nicht nach. Dem Christen stünden allein der „Herr Christianus“ (die wenigen Rechtgläubigen) sowie der „Herr Carolus“ (die kaiserliche Obrigkeit) zur Verfügung, ihm selbst blieben allein die Mittel der Buße und des Gebets.
Luther begegnet der zeitgenössischen Kriegspropaganda – in seiner Diktion dem „Reizen“ – mit Kritik an den obrigkeitlichen Bestrebungen des Papstes ebenso wie dem kirchlichen Machtstreben des Kaisers: „Denn der Kaiser ist nicht das Haupt der Christenheit noch Beschirmer des Evangeliums… Mit jenem Reizen macht man es nur ärger“ … „wenn der Kaiser die Ungläubigen und Unchristen vertilgen sollte, so müsst er mit dem Papst … anfangen …“. Aus dem kriegerischen Konzert zeitgenössischer Medien sticht sein folgender Satz als Zeichen einer relativen Besonnenheit hervor: „Laß den Türken glauben und leben wie er will, ebenso wie man das Papsttum und andere falsche Christen leben läßt.“

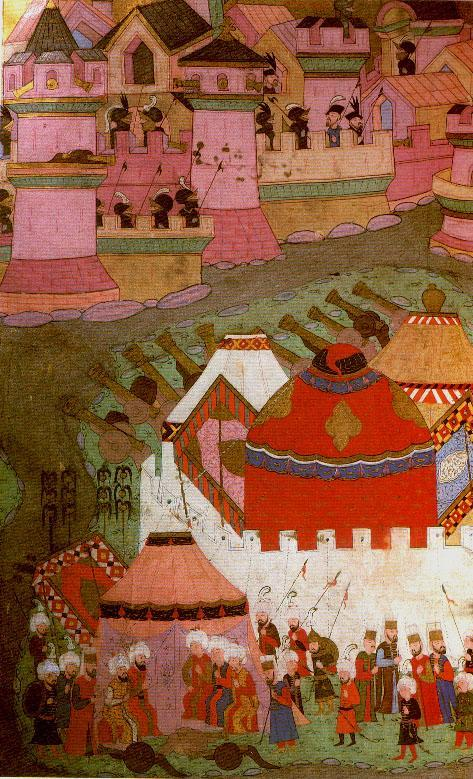
Belagerung Wiens

1541 griff Suleiman I. erneut die Ungarn an, die im August eine Niederlage bei Budapest erlitten. Im September beauftragte Kurfürst Johann Friedrich Luther und Bugenhagen, den Predigern „vorsorglich und vorzüglich“ zu befehlen, dass sie „das Volk in allen Predigten zum Gebete abberührter Türken von der bevorstehenden Not und tyrannischer Handlungen halber mit höchstem Ernst wollten ermahnen“. Zudem kursierte das Gerücht, der Papst habe sich im Juli 1542 einem Pakt Frankreich mit den Türken gegen Deutschland angeschlossen und sei für die bis 1541 grassierenden Brandstiftungen in Deutschland verantwortlich.
Am 11. Oktober erschien Luthers „Vermahnung zum Gebet wider den Türken“. Die im Lied Z. 2 vorgenommene Verbindung von Papst und Türke erscheint als das Resultat jener zwölf Jahre zuvor dargelegten Überlegungen. Das Lied reiht sich in die aus aktuellem Anlass entstandenen zahlreiche Kriegsgesänge.

### Das Kinderlied
Das Lied wurde mündlich überliefert und gleich nach seiner Entstehung als Kinderlied in Wittenberg gesungen. Man sah im Gebet unschuldiger Kinder eine letzte Rettung in der Gefahr.
- „Sollte jemand den Türken etwas tun, so werdens die einfältigen Kinderchen tun, die beten das Vaterunser. Unser Wall und Büchsen und alle Fürsten, die werden den Türken wohl ungeschoren lassen“. Im Februar 1543 fordern Luther und Bugenhagen im Sendschreiben an die Pfarrer und Superintendenten in Wittenberg: „So sollt ihr auch… die Kinder ernstlich beten lassen“.. dass die Nachkommen… „sicher vor dem Teufel Mahomets bleiben mögen“[6]
- In den ältesten Drucken folgte dem Lied die Gebetsvermahnung „Liebe Christenkinder, singet und betet getrost wider die zwei rechten und größten Erbfeinde Christi und seiner Glieder, dass doch Gott der barmherzige Vater um Christus willen seiner heiligen Kirche warten soll, wie wir es wohl verdienen, dass eine väterliche Strafe sei. Tut hierin das Beste, denn leider der alten Leute wenig sind, die sich mit Ernst darum bekümmern. Wachset in der Gnade und Erkenntnis unseres Herren und Heilandes Jesu Christi.“
- Das könnte aber etwas tun, so man, es wäre unter der Messe, Vesper oder nach der Predigt die Litanei sonderlich das junge Volk singen oder lesen ließe, und ein jeglicher… bei sich selbst immerdar…seufzet zu Christo um Gnade zum bessern Leben und Hilfe wider die Türken.[7]

## Reaktionen

### Katholische Reaktionen
1586 erschien an der Katholischen Universität Ingolstadt eine Umdichtung des als skandalös empfundenen Liedes in „Sechs schöne katholische Lieder“. Parodiert wurde es u. a. auch mit Versen wie „Erhalt uns, Herr, bei deiner Wurst, / Sechs Maß, die löschen einen den Durst.“
In den katholischen Territorien wurde das Lied zum meistverfolgten evangelischen Gesang. So wurde es am 19. Mai 1559 in Straßburg und 1662 in Öls verboten, 1713 in ganz Schlesien. In Bayern gestand man den Evangelischen den Gesang ausschließlich am Reformationstag zu.

### Evangelische Modifikationen
Nach der Niederlage der oberdeutschen Städte besuchte der Kaiser vom 24. bis 29. März 1547 die Stadt Nürnberg, die daher am 3. März 1547 den Gesang aller deutschen Lieder in der Öffentlichkeit verbot. Am 6. März spitzt sie das Verbot zu: „Dieweil der Gesang „Erhalt uns Herr …“ bisher täglich in den Kirchen dreimal gesungen worden ist, daraus aber erfolgt, dass er zur Verachtung kommen, und dann auch bei der kaiserlichen Majestät augenblicklichen Hiersein allerlei Verweis und Nachreden beim fremden Gesinde darauf erfolgen möchten, ist erlassen, dass man hinfort solchen Gesang in allen Kirchen nur einmal am Tage, nämlich morgens früh zur Messe singe“.
Im Zuge des Augsburger Interims 1548 milderte der Papstkritiker Andreas Osiander die zweite Zeile formal mit der Begründung ab, der Teufel selbst sei es ja, der den Papst antreibe:
„Und wehr des Teufels Lüsten und Mord“.
Der Nürnberger Rat verordnete am 22. Dezember 1548 in diesem Sinn den Wortlaut
Erhalt uns Herr bei deinem Wort

Und wehr des Satans List und Mord…
Weitere Modifikationen des 16. Jahrhunderts waren:
- 1549: Nürnberg „und stewr des Satans und Türcken mordt“[9]
- 1549: Marburger Gesangbuch: und stewr des Teuffels und Türcken mort
- 1595 variierte die Erfurter Türckenglocke: Und steur der Heyden und Türcken Mordt.[10]

Bei Nikolaus Selnecker (1530–1592) ist das Lied einmal in der Fassung mit 5, einmal mit 13 Strophen vertreten. Cyriakus Spangenberg (1528–1604) schuf eine 24-strophige Fassung. Es gab ebenso lateinische Übertragungen. Als Kampflied gegen die Calvinisten erreichte es einen Umfang von 79 Strophen. Eine Parodie „Erhalt uns Papst bei deinem Wort“ griff den Kalenderstreit auf.
Mit dem Interim und dem Westfälischen Frieden wuchsen die Bedenken und man begriff die fragwürdige Wendung als „gegen die unter den Religionen so hoch bedungene Modestie und Ehrerbietung anstößig“. Abänderungsvorstöße stießen jedoch bis ins 18. Jahrhundert auf heftigen evangelischen Widerspruch. So erhoben 1626 die Leipziger und 1662 die Wittenberger Theologische Fakultät Einspruch gegen Eingriffe in den Luthertext.
Das Lied wurde im Wesentlichen ungeändert zusammen mit dem Da-pacem-Vers in den evangelischen Gottesdiensten bis Mitte des 18. Jahrhunderts gesungen. Erst mit dem Pietismus erfolgte eine kontinuierliche Abmilderung. Johann Anastasius Freylinghausen tilgte das Lied in seiner Sammlung 1704 zunächst ganz, woraufhin er heftig angegriffen wurde: Er brachte es 1714 in der Neuauflage zwar wieder, setzte jedoch über die anstößigen Worte die Wendung „der Feinde Christi“ und stellte damit die Auswahl ins Benehmen der Sänger.
Weitere Modifikationen des 18. Jahrhunderts waren:
1719: Halle: Und steur der Feinde Christi Mord…
Weitere:
- Und steur der Feind List und Mord…
- Und steur aller Feinde Mord…
- Und steur deiner Feinde Mord…
- Und steur der Widerchristen Mord…
- Und steur des Satans Lug und Mord…

Johann Sebastian Bach hält hingegen in seiner Kantate Erhalt uns, Herr, bei deinem Wort, BWV 126 (1725) am Luthertext fest, und ergänzt die Zahl der beiden Erzfeinde im Choral Nr. 3 um die ausdrücklich „innerer Feind“ genannten falschen Brüder in den eigenen Reihen, sowie den „letzten Feind“, den Tod.
Von Johann Heinrich Voß (1751–1826) ist eine antiklerikale Parodie überliefert: Erhalt uns, Herr, bei deinem Wort,/ Und jage Päpst und Junker fort! (1819).

## Text
Das zwölfzeilige in Paarreimen aufgebaute Lied mit drei trinitarisch gegliederten je vierzeiligen Strophen findet sich im Evangelischen Gesangbuch (EG 193).
| Ein Kinder ledt, Mart. Luther Christian Adolfsches Gesangbuch, Magdeburg 1543 | Evangelisches Gesangbuch | Gesang wider des Erzketzers Lutheri Lügengeschrei Ingolstadt 1586 |
| --- | --- | --- |
| Bewys dyne macht Here Ihesu Christ, de du Here aller Heren bist Bescherme dyne arme Christenheit, dat se dy laue yn ewicheit. Erhol uns Here by dunem Wordt, unde stüre des Pawest und Türcken mordt De Ihesum Christum dynen Son Störtzen wollen van dynem thron. God hilge Geist du tröster werth, giff dym Volck einen sinn up Erd, sthe by uns yn der lesten nodt, geled uns ynt leeuent yth dem Dodt. Vorlene und frede gnedichlick HEre Godt tho unsen tyden, dar ist doch yo nen ander nicht, de vor un könde stryden Ane du unse Godt allene. | Erhalt uns, Herr, bei deinem Wort und steure deiner Feinde Mord, die Jesus Christus, deinen Sohn, wollen stürzen von deinem Thron Beweis dein Macht, Herr Jesu Christ, der du Herr aller Herren bist beschirm dein arme Christenheit, daß sie dich lob in Ewigkeit. Gott Heilger Geist, du Tröster wert, gib deim Volk einerlei Sinn auf Erd, steh bei uns in der letzten Not, g’leit uns ins Leben aus dem Tod. Ehemalige Hinzufügungen: 4. „Ihr Anschläg sie zunichte mach lass sie treffen die böse Sach und stürz sie in die Gruben dein die sie machen den Christen dein. 5. So werden sie erkennen doch, dass du, unser Gott, lebest noch und hilfst gewaltig deiner Schar, die sich auf dich verlässet gar (4.) Und lass dir Herr befohlen sein Unsre Kirche, die Kinder dein Im wahren Glauben uns erhalt und rett uns vor der Feind Gewalt. (5.) Und werden wir, die Kinder dein, bei uns selbst und auch in der Gemein dich, heilige Dreifaltigkeit, loben darum in Ewigkeit. Und werden wir die Kinder dein, Bei uns selbst und auch in der Gmeyn Dich heilige Dreyfaltigkeit Loben darumb in ewigkeyt | Erhalt uns, Herr, bei deinem Wort, den Ketzern wehr, die Türken mord, die Christum und die Kirchen schon wollen stürzen von ihrem Thron. Beweis dein Macht, Herr Jesu Christ, dass du Herr aller Herren bist beschirm dein arme Christenheit dass sie dich lob in Ewigkeit. Gott heiliger Geist, du Tröster wert, erhalt dein Kirch in Fried auf Erd, steh ihr bei, wann der Ketzer Rott sie stürzen will in Angst und Not. |

## Übersetzungen
Ins Dänische übersetzt „Behold os, Herre! ved dit ord...“ 1556, 1569, 1573 und 1837 (bearbeitet von Nikolai Frederik Severin Grundtvig),1888; in der letzten Bearbeitung im dänischen Gesangbuch Den Danske Salme Bog, Kopenhagen 1993, Nr. 296, mit einer Strofe. Übernommen in das dänische Gesangbuch Den Danske Salmebog, Kopenhagen 2002, Nr. 337.